# Capital (departement van Salta)
Capital (Salta) is een departement in de Argentijnse provincie Salta. Het departement (Spaans:  departamento) heeft een oppervlakte van 1.722 km² en telt 472.971 inwoners.

## Plaatsen in departement Capital
- Atocha
- Castellanos
- El Tipal-La Almudena
- La Ciénaga-San Rafael
- Las Costas
- Salta
- San Luis
- Villa San Lorenzo